# Зафрен, Соломон Яковлевич
Соломон Яковлевич Зафрен (19 августа 1909 — 14 ноября 1984) — советский учёный, специалист по консервированию кормов.

## Биография
Один из основоположников теории силосования кормов в СССР. 
Работал во ВНИИ кормов им. В.Р. Вильямса.
В годы войны совместно с А. А. Зубрилиным разработал лечебный и пищевой белково-витаминный концентрат из травяных соков, содержащий большое количество легкопереваримого белка, липидов, каротина, за что в 1944 г. награждён орденом «Знак Почёта».
Кандидат (1940), доктор сельскохозяйственных наук (1964), профессор (1966).
Среди его аспирантов 8 докторов наук и более 20 кандидатов наук.
Умер 14 ноября 1984 года после тяжелой продолжительной болезни на 76-м году жизни.

## Сочинения
- Зафрен С. Я. Силосование кормов. — М.: Московский рабочий, 1946. — 88 с.
- Зафрен С. Я. Силосование картофеля на корм / ВНИИ кормов им. В. Р. Вильямса. — М.: Сельхозгиз, 1955. — 40 с.
- Зафрен С. Я. Как приготовить хороший силос. — М.: Колос, 1970. — 80 с. — (Б-чка по производству кормов).
- Зафрен С. Я. Как повысить питательную ценность соломы. — М.: Колос, 1972. — 88 с. — (Б-чка по производству кормов).
- Зафрен С. Я. Технология приготовления кормов: Справочное пособие. — М.: Колос, 1977. — 240 с.
- Зафрен С. Я. Технология приготовления кормов: Справочное пособие. — Алма-Ата: Кайнар, 1980. — 380 с.